# Kavallerie (Schweiz)

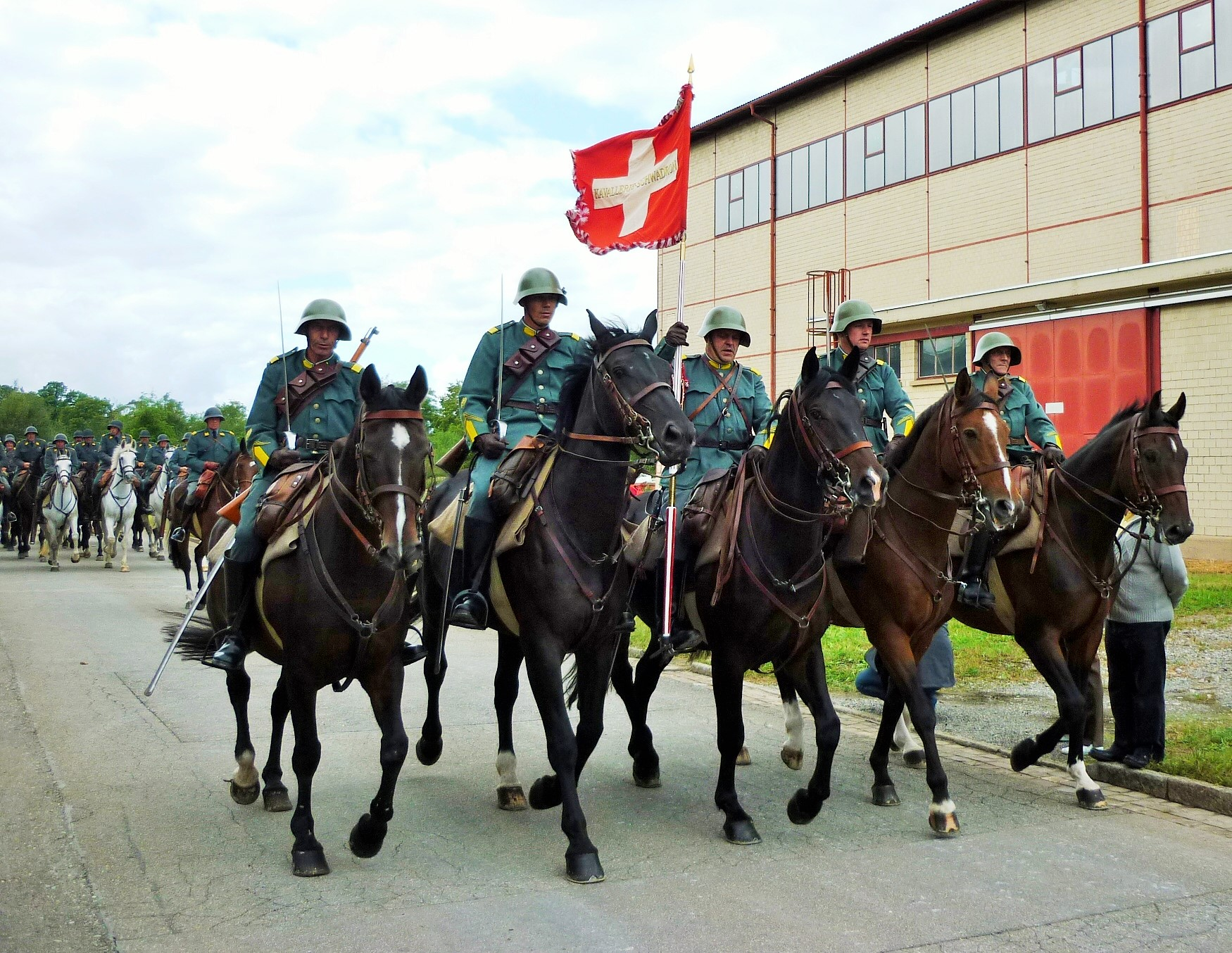
Schweizer Kavallerie-Schwadron 1972 (Traditionsverein)

Die Schweizer Kavallerie war eine Truppengattung der Schweizer Armee.

## Historische Entwicklung

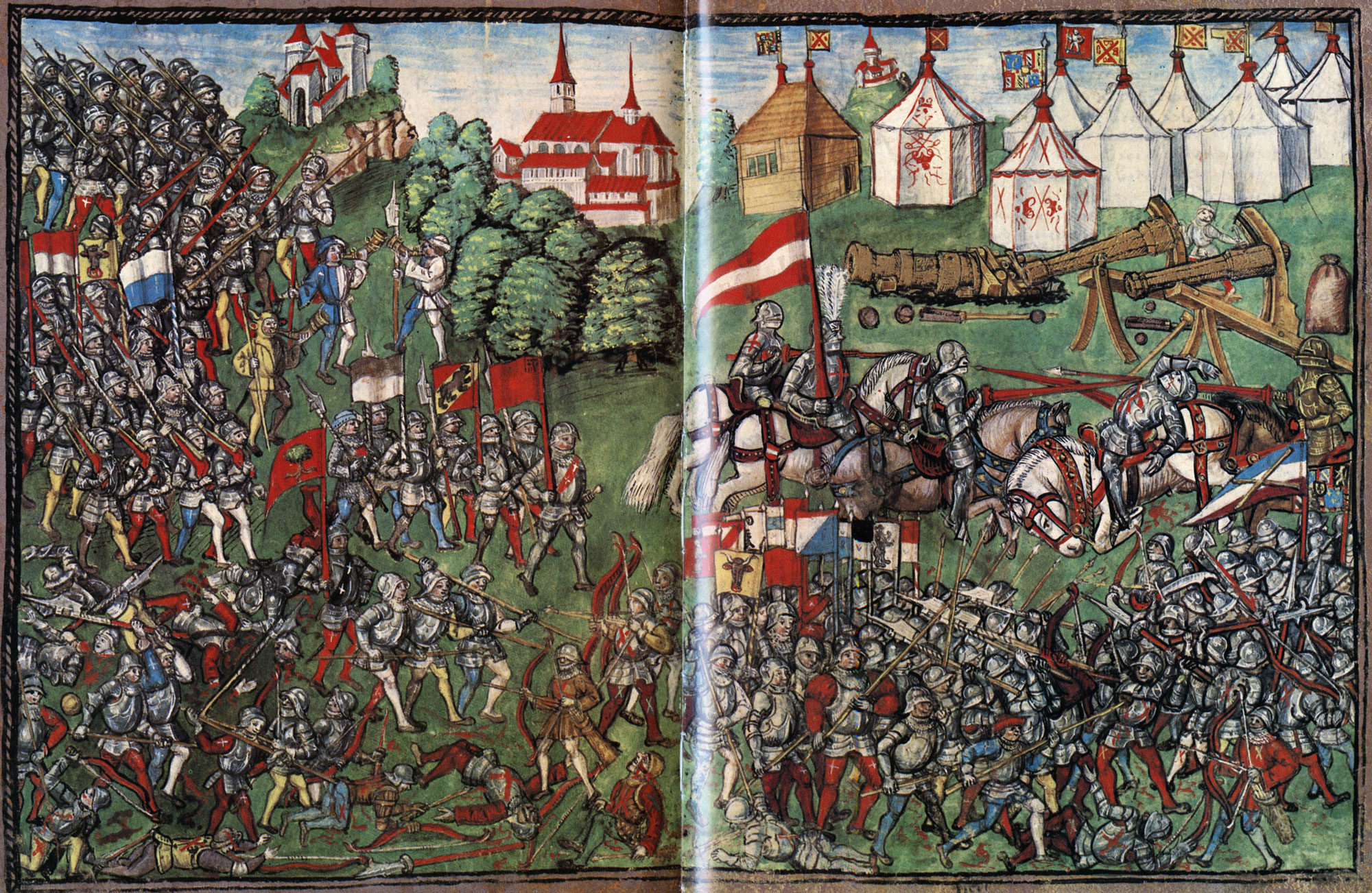
Schlacht bei Grandson: Die von den Schweizern angeworbene Kavallerie aus den österreichischen Vorlanden greift die burgundische Kavallerie an

Die eidgenössischen Bünde dienten seit Beginn des 13. Jahrhunderts in erster Linie der Landesverteidigung. Bedrohte eidgenössische Orte konnten die Verbündeten zur Hilfe mahnen und diese mussten innerhalb kurzer Frist militärische Unterstützung leisten. Im 15. Jahrhundert beruhte ihre Stärke auf den gefürchteten Schweizer Pikenier (Spiessträger)-Gevierthaufen der Infanterie. Die zahlenmässig unbedeutende Kavallerie wurde von verbündeten weltlichen und geistlichen Feudalherren, Stadtzünften und reichen Bürgern gestellt oder von verbündeten Mächten angeworben. Die Kantone Bern und Zürich konnten je 500, Basel 200 und Freiburg 100 Reiter ausheben. In der Schlacht bei Grandson und Murten kämpften 1.800 grösstenteils österreichische Reiter neben 20.000 Infanteristen auf der Seite der Eidgenossen. In der Schlacht von Marignano waren es 1.500 lombardische und päpstliche Reiter. Die gebirgige Topographie der Eidgenossenschaft verwies das Pferd im Kriegswesen weitgehend auf eine Transportrolle.

## Defensionale von Wil
1647 einigten sich die Schweizer Kantone in der Defensionale von Wil auf ein Verhältnis von drei berittenen auf hundert Fusssoldaten. Bern besass damals 35.000 Soldaten, eingeteilt in 21 Infanterieregimenter und 16 Schwadronen mit je 120 Reitern. Im Zürcher Militärrodel waren 900 Berittene aufgeführt. Während ihre eigenen Kavalleriebestände bewusst tief gehalten wurden, verkauften die eidgenössischen Orte im 17. und 18. Jahrhundert jährlich Tausende von Pferden für die Kavallerie an Frankreich, Piemont und Lombardei. In den fremden Kriegsdiensten der Eidgenossen spielte die Kavallerie eine untergeordnete Rolle. 1632 wurde im bernischen Untertanengebiet der Waadt ein Kavalleriekorps für den Dienst in Schweden ausgehoben. Einzelne Schweizer zeichneten sich als Kavalleriegeneräle in der schwedischen, preussischen und französischen Armee aus.

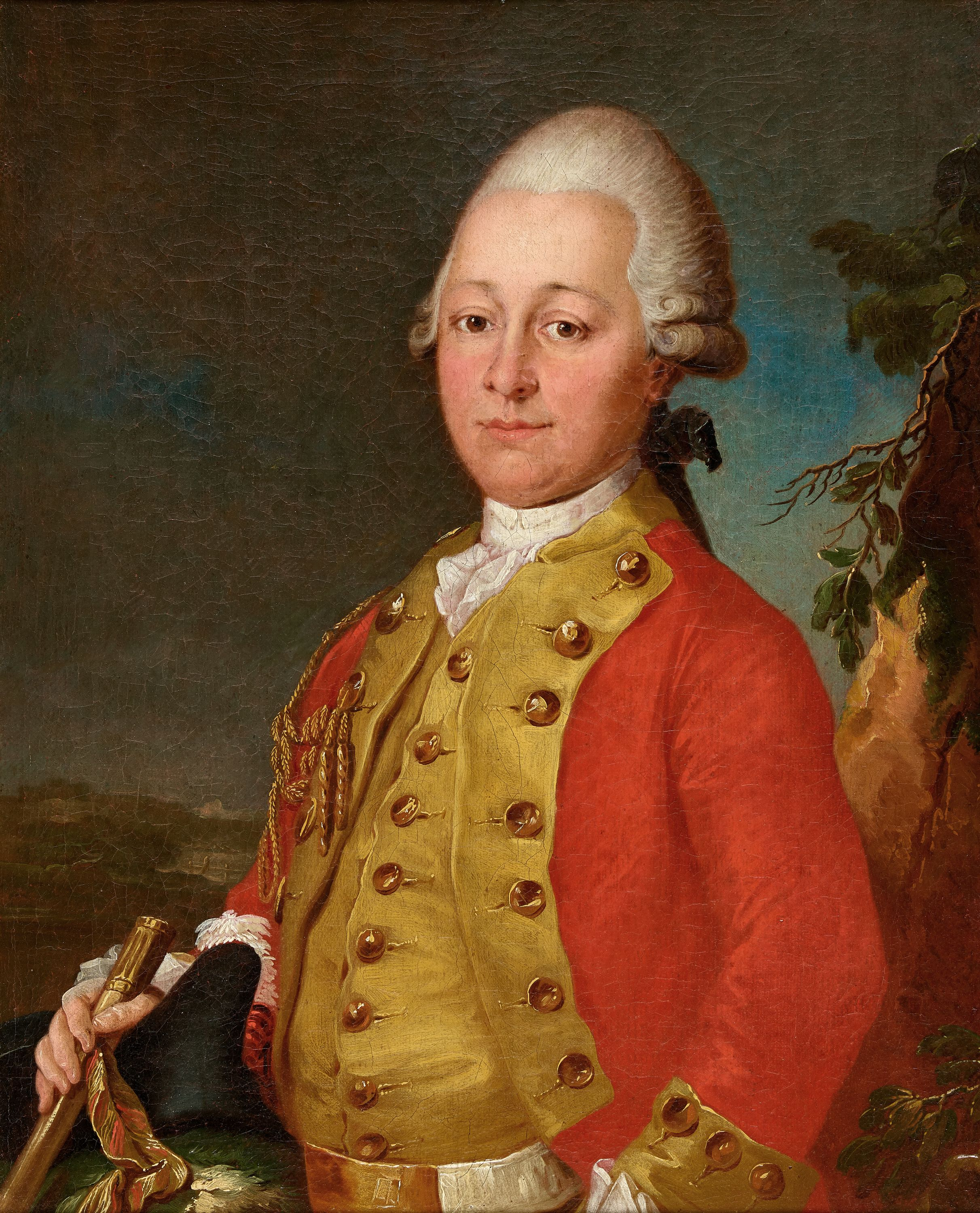
Porträt eines Dragoneroffiziers der Stadt und Republik Bern (um 1770)

Im 18. Jahrhundert wurden die bis dahin zu Pferd kämpfenden Kürassiere zur berittenen Infanterie. Als Dragoner kämpften sie zu Fuss mit dem Karabiner und nutzten ihre Pferde nur noch zur Verschiebung. Die damals rund 1.500 Mann umfassende Kavallerie der eidgenössischen Orte führte den Kleinkrieg, war bei Truppenbewegungen in der Vorhut, diente der Aufklärung, dem Begleitschutz von Artillerie und Train sowie als Kampfunterstützung der Infanterie gegen die gegnerische Kavallerie.

## Helvetik und Mediation
Die Niederlage gegen die Armee Napoleons führte das Ende der alten dezentralen eidgenössischen Wehrorganisation herbei und machte die Frage über den Aufbau einer straff organisierten Gesamtstreitmacht der Eidgenossenschaft zu einem wichtigen politischen Thema.
Während der Helvetischen Republik und der Mediation stagnierte die Entwicklung der Kavallerie und der anderen Truppengattungen. Die massive Requirierung von Pferden durch Napoleon führte während der Restauration zu einem Niedergang der berittenen Truppen. Zur Zeit der Organisation des Kontingentsheeres von 1817 bestand die helvetische Reiterei aus 11 Kompagnien Jägern zu Pferd, gebildet aus Kontingenten der Kantone Zürich, Bern, Luzern, Freiburg, Solothurn, Basel, Schaffhausen, St. Gallen, Aargau, Thurgau, Waadt und Genf. Die Uniformierung und Ausrüstung war den Kantonen überlassen. Im Sonderbundskrieg von 1847 besassen die Bundestruppen 1.700 Reiter auf 10.000 Soldaten.

## Bundesverfassung 1848 und Militärorganisation 1850
Mit der Bundesverfassung von 1848 übernahm der Bund die Ausbildung der Dragoner und der Guiden (Begleitschutz, Kurier- und Heerespolizeidienst), während die wichtigsten militärischen Kompetenzen weiterhin bei den Kantonen verblieben.
Die Militärorganisation von 1850 hatte 22 Kompagnien Dragoner und sieben Kompagnien Guiden im Auszug und 13 Kompagnien Dragoner und acht Halb-Kompagnien Guiden in der Reserve. Die Uniform war die im Reglement von 1852 festgelegte Ordonnanz mit Raupenhelm und grünen Fräcken und Hosen.
Das Bundesheer von 1870 umfasste 201.000 Mann mit 4.619 Kavalleristen. Die Mobilmachung im Deutsch-Französischen Krieg von 1870/71 brachte schwere Mängel in der Ergänzung des militärischen Pferdebestandes durch junge Pferde (Remonte), der Ausbildung und der Ausrüstung der Reitertruppen zum Vorschein. Ihre Bewaffnung bestand grösstenteils noch aus Pistole und Säbel, bis in den 1870er Jahren das Vetterligewehr eingeführt wurde.
Während bis 1848 jeder Reitersoldat Pferd und Ausrüstung selber bezahlte, konnten die Angehörigen dieser Truppen nun ihr Pferd, den Eidgenoss, zu einem ermässigten Preis von der Eidgenössischen Pferde-Regieanstalt in Thun erhalten, was insbesondere für Ackerbauern attraktiv war. In ländlichen Gebieten wurde der Eidgenoss für viele Schweizer ein Symbol des Milizsystems und der Verbundenheit von Heimat und Armee.

## Militärorganisation 1874 und Gründung der Schweizer Armee
Die Revision der Bundesverfassung von 1874 übertrug dem Bund die Verfügung über das Bundesheer, beschränkte die militärischen Kompetenzen der Kantone und führte damit zur Errichtung der Schweizer Armee. Jede Division verfügte über ein Kavallerieregiment und eine Guidenkompanie. Mit der Militärorganisation von 1874 wurde eine Einheit bei den Dragonern neu zu einer Schwadron. Es gab 24 Dragoner-Schwadronen zu 124 Mann, zusammengefasst in acht Kavallerie-Regimentern zu drei Schwadronen und zwölf Guiden-Kompagnien zu 43 Mann, insgesamt 3.500 Mann.
1895 umfasste die Kavallerie vier Dragonerbrigaden mit 15 Instruktoren und 6.594 Mann (3.458 Auszug, 3.136 Landwehr). 1898 erhielt jede Brigade eine berittene Mitrailleurkompanie mit – erstmals in Europa – acht Maxim-Maschinengewehren. Die kurze Ausbildung wurde mit freiwilligen ausserdienstlichen Aktivitäten wie Reitturnieren ergänzt. Die vom Oberinstruktor der Kavallerie, Oberst Ulrich Wille, vorgeschlagene Umwandlung der Kavallerie in eine mobile Infanterie scheiterte am Widerstand der Kavallerieoffiziere, die bis 1914 am Konzept der Kavallerie als Stosstrupp und Mittel zur Attacke festhielten. Ab 1893 wurde der Ordonnanz-Karabiner 1893 von der SIG Neuhausen eingeführt, da das Langgewehr für die Kavallerie nicht geeignet war.

## Militärorganisation 1907 und Erster Weltkrieg
Die Militärorganisation von 1907 war ein Kompromiss, der dem Umstand Rechnung trug, dass die vollständige Zentralisierung des Militärwesens bei der Volksabstimmung von 1895 scheiterte. Die Kantone stellten weiterhin die Dragonerschwadronen und beschafften deren persönliche Ausrüstung. Die Militärorganisation 1907 brachte die Unterstellung der Guiden auf die sechs Divisionen (je eine Abteilung zu zwei Kompagnien).
Der Erste Weltkrieg mit seiner erhöhten Feuerkraft, den Giftgaseinsätzen und dem Umstand, dass die Dragoner während der Grenzbesetzung zu Fuss dienten, stellte die weitere Existenz der Kavallerie in Frage. 1916 waren die 24 Dragoner-Schwadronen in vier Kavallerie-Brigaden zu zwei Regimentern mit je drei Schwadronen eingeteilt. Daneben gab es zwölf Guiden-Schwadronen und acht Mitrailleur-Schwadronen. Damit wurde der Höchststand mit 6.600 Mann erreicht.
1918 musste die Kavallerie beim Generalstreik die innenpolitisch heikle Aufgabe des Ordnungsdienstes übernehmen.

Vollausgerüsteter Dragoner mit nicht eingeführtem Versuchshelm von L'Eplattenier von 1915
Kavallerie Mitrailleur Kompanie, Luzern
Dragoner in Formation, Wiggiswil
Guiden beim Turnen auf dem Pferd, Dornachbrugg
Kavallerie Patrouille während des Landesstreiks, Kornhausplatz in Bern
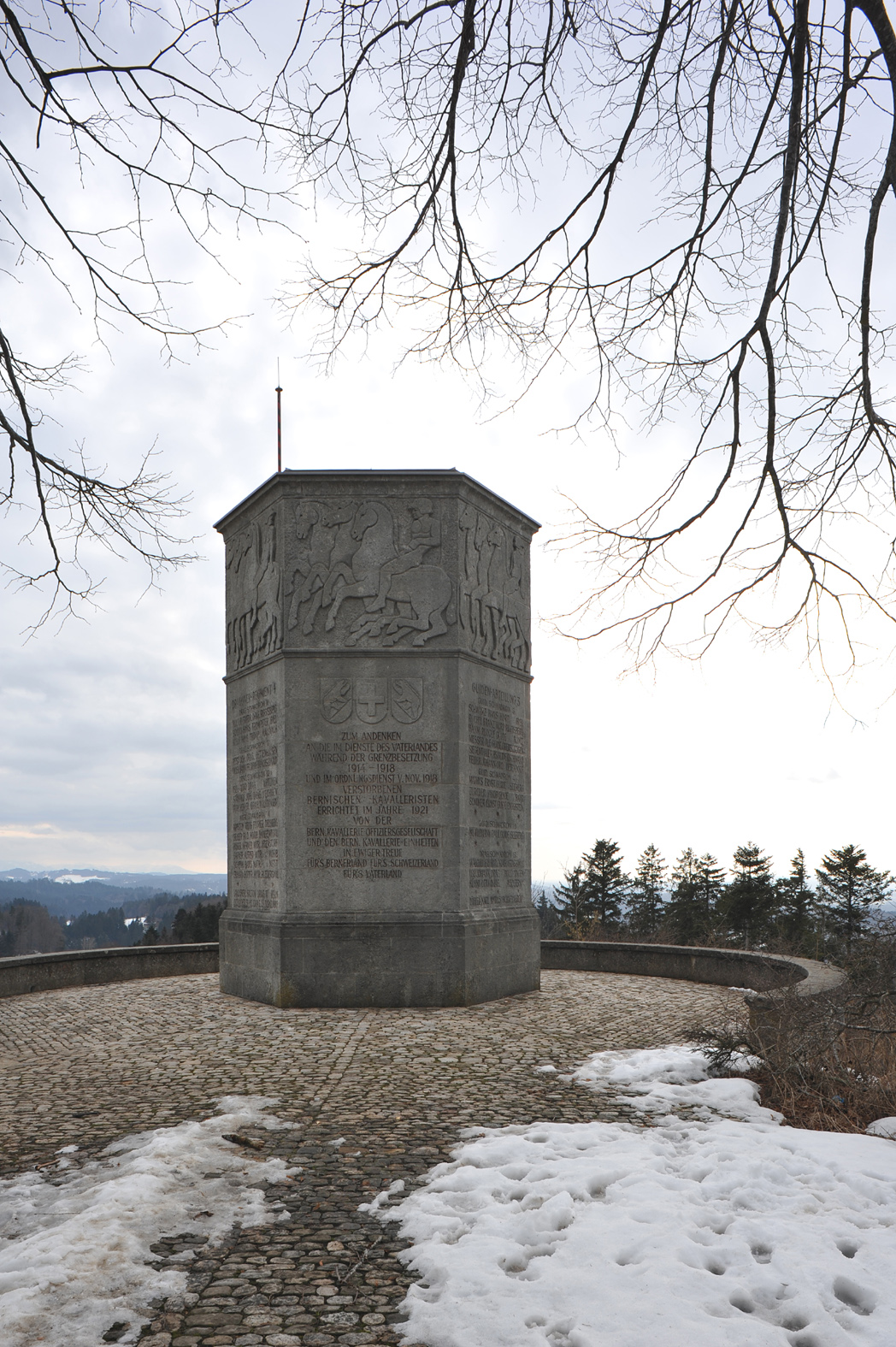
Kavalleriedenkmal auf der Lueg, Erinnerung an die 1918 an der Spanischen Grippe gestorbenen Berner Kavalleristen

## Zwischenkriegszeit und Zweiter Weltkrieg
Mit der Truppenordnung 1925 begann der Abbau. 1924 und 1938 wurden einzelne Schwadronen aufgegeben. Die Guiden verschwanden und wurden zu Dragonern. Es blieben 30 Dragoner-Schwadronen und zwölf Mitrailleur-Schwadronen. Zu jeder Kavalleriebrigade kam neu eine Radfahrerabteilung. Die Kavalleriebrigaden umfassten nun zwei berittene Regimenter sowie ein Radfahrerbataillon. Total waren es 6.000 Mann. 1936 wurden die leichten Truppen mit rund 5.000 Mann geschaffen. Die Kavalleriebrigaden wurden in Leichte Brigaden umgewandelt, die sich aus zwei Dragonerabteilungen (30 Schwadronen) und zwei Radfahrerbataillonen zusammensetzten. Die Mitrailleur-Schwadronen wurden aufgelöst und die Mitrailleure in die bestehenden Schwadronen integriert. 1940 werden die Leichten Divisionen mit den Kavalleriebrigaden zu drei Regimentern zu je sechs Schwadronen eingeführt.
Im Zweiten Weltkrieg beeinträchtigte die Mobilisierung der Dragoner die Anbauschlacht, weil die Pferde in der Landwirtschaft fehlten, zudem herrschte Mangel an Heu und Hafer. Die Leichten Brigaden, als einzige mobile Einheiten der Armee, wurden im Konzept des Schweizer Réduit im Grenzraum, Jura und im Mittelland zum Verzögerungskampf und gegen den Einsatz von Fallschirmspringern eingesetzt.
Nach dem Rückzug grosser Teile der Armee ins Réduitgebiet bildete die Präsenz der mobilen Kavallerie neben den Ortswehren einen wichtigen Faktor zur Aufrechterhaltung des Wehrwillens in der Bevölkerung im Sinne der Geistigen Landesverteidigung. Im Schweizer Film Gilberte de Courgenay von 1941 über die Grenzbesetzung im Ersten Weltkrieg bildet der Vorbeimarsch der von Pferden gezogenen Artilleriebatterie einen emotionalen Höhepunkt.

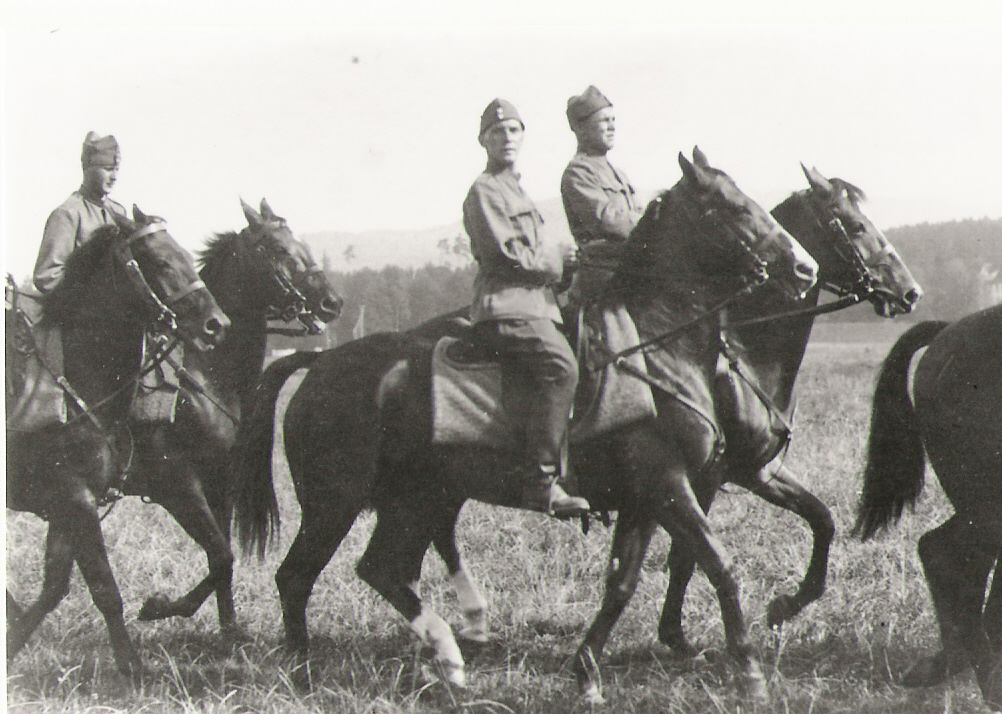
Kavallerie Rekrutenschule 1932 in Bern
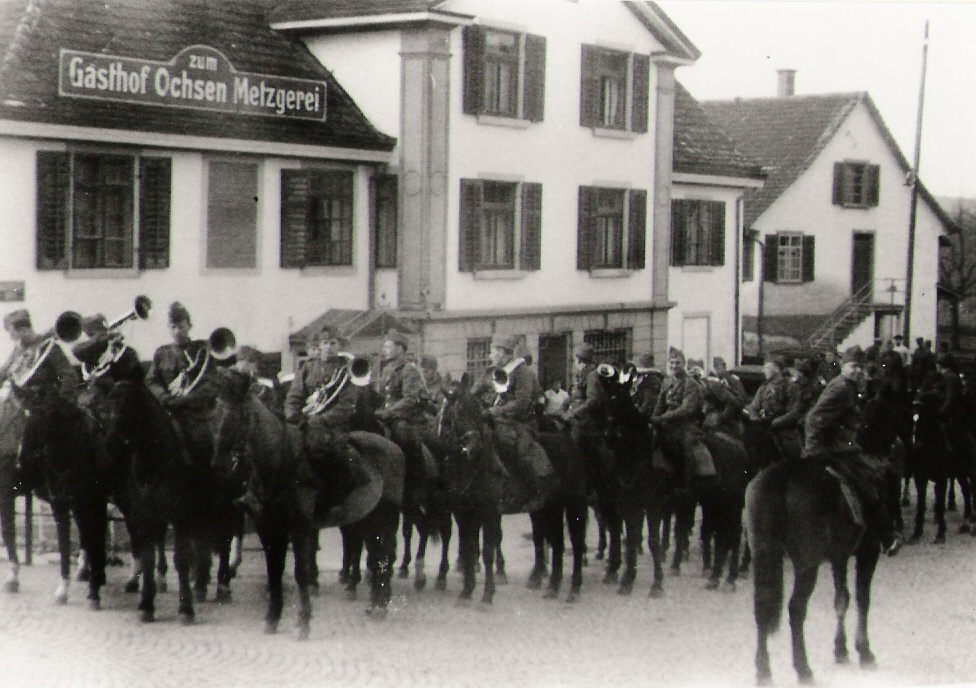
Kavalleriemusik in Islikon, 1937

## Nachkriegszeit und Armee 61

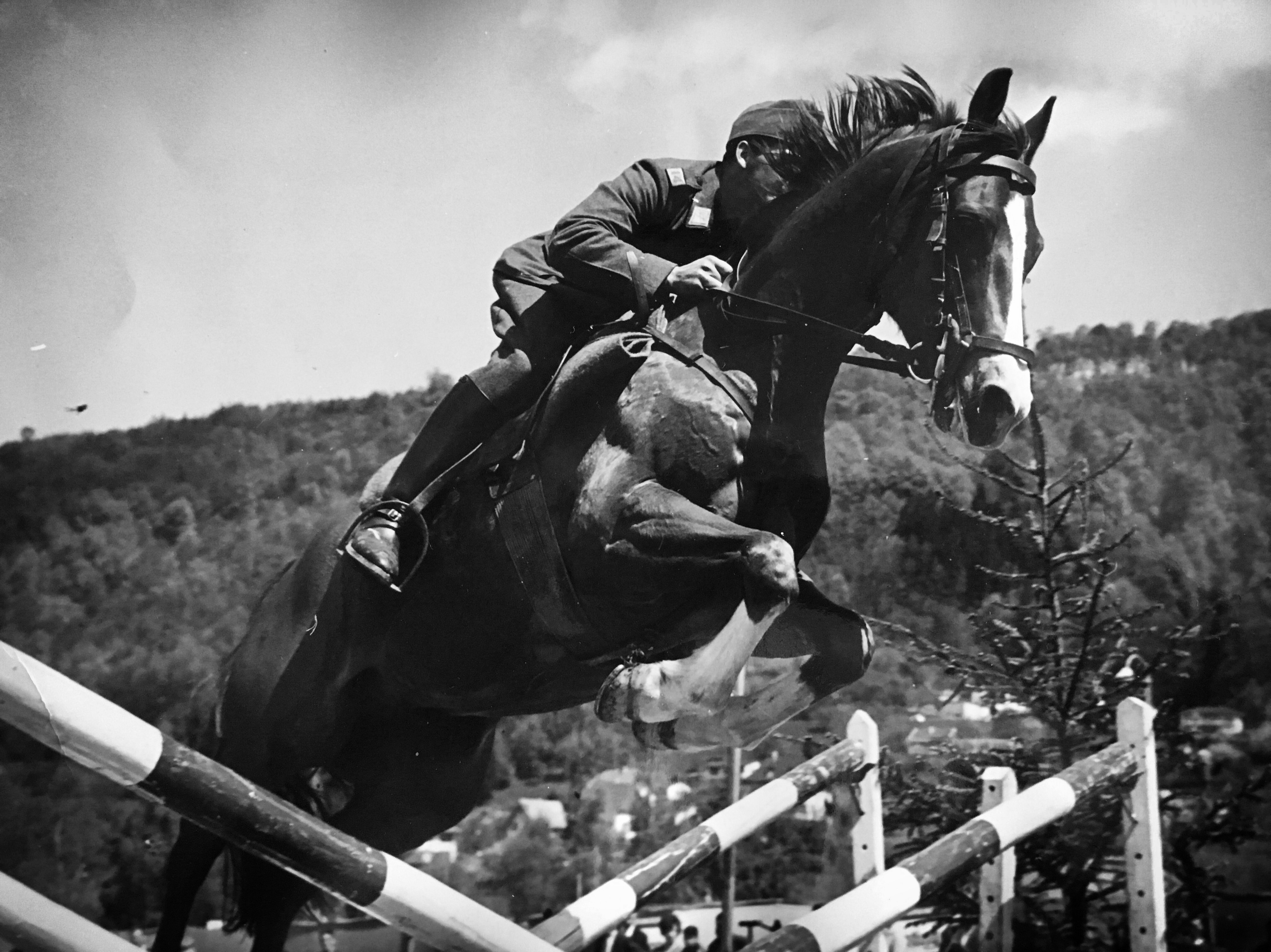
Dragoner der Schweizer Kavallerie in Uniform mit seinem "Eidgenoss" an einer Springkonkurrenz in der Schweiz in den 1960er Jahren

1947 unterzeichneten 158'000 Bürger, die wie General Guisan für die Beibehaltung der Kavallerie waren, eine Petition. Ab diesem Zeitpunkt gab es in den Leichten Brigaden nur noch motorisierte Dragoner (später Panzergrenadiere) und eine Abteilung Dragoner zu Pferd pro Felddivision. Die Truppenordnung 1951 brachte eine Reduktion auf 24 Dragoner-Schwadronen mit 4'400 Mann und die Unterstellung in die acht Feld-Divisionen.
Mit der Truppenordnung von 1961, Armee 61, wurden die Heereseinheiten den Einsatzräumen angepasst. Die Heeresstruktur sah nur mehr ein Dragonerregiment je Feldarmeekorps vor. Die Zahl der Schwadronen hatte sich damit von 30 (1938) auf 18 Schwadronen mit rund 3'462 Mann reduziert. 1972 entschied sich das Parlament trotz einer mit 432'430 Unterschriften versehenen Petition für die Abschaffung der Kavallerie. Die Schweiz war zu diesem Zeitpunkt das letzte Land in Europa, das noch berittene Kampfeinheiten unterhielt. Geblieben sind allerdings bis heute die Traineinheiten, die Transportdienstleistungen mit Pferden anbieten und als Patrouillenreiter Geländeüberwachungsaufgaben übernehmen. 

## Kavallerie-Vereine

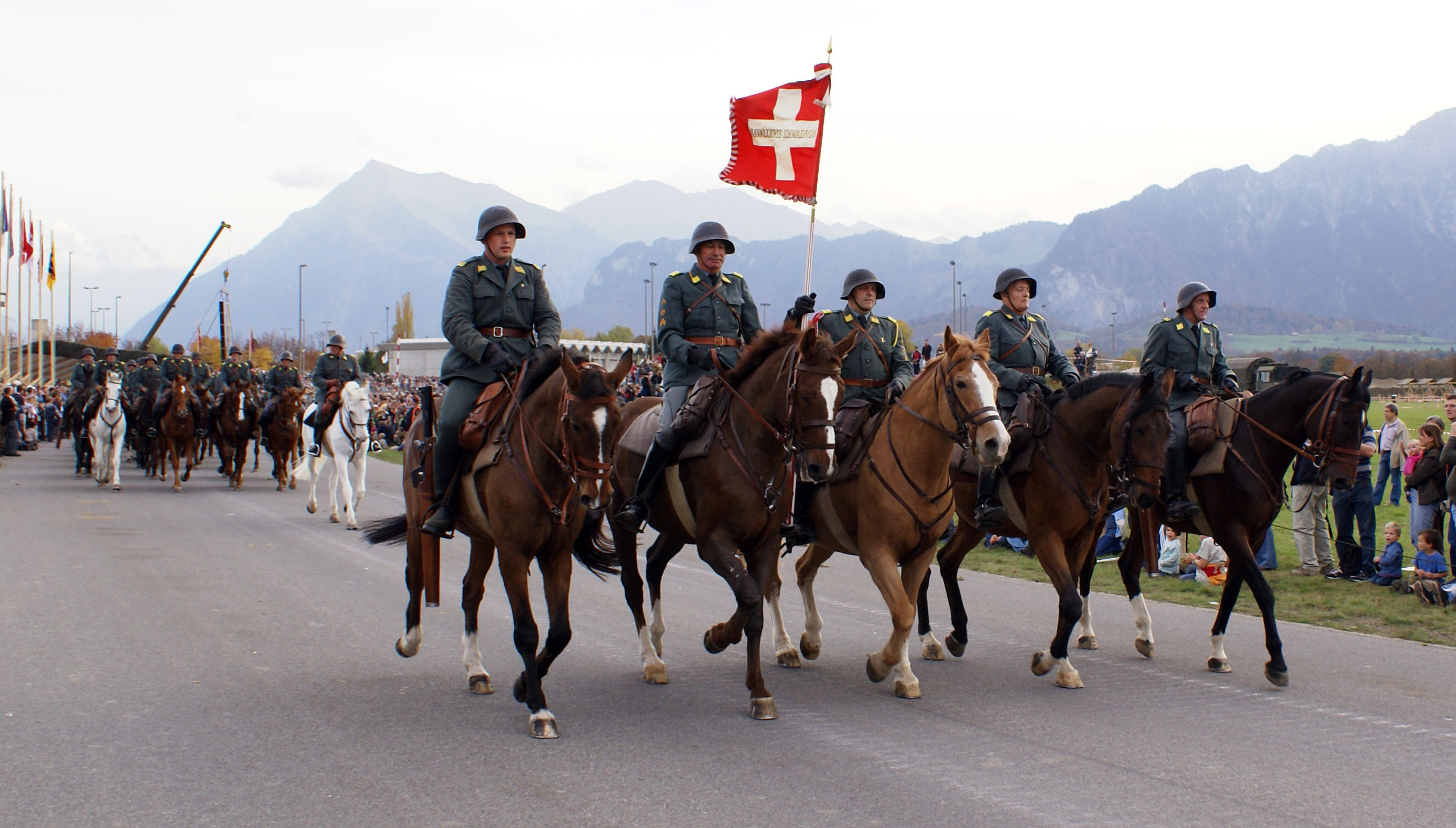
Kavallerieschwadron 1972

Die Erinnerung an die Kavallerie wird von den seit dem 19. Jahrhundert gegründeten Kavallerie-Vereinen wachgehalten: 1856 wurde der Verband Ostschweizerischer Kavallerie- und Reitvereine gegründet, die mit rund 20.000 aktiven Pferdesportfreunden grösste Sektion in der Schweiz. Damals galt sein Hauptziel der Etablierung von Reitertruppen in der Schweizer Armee und der Förderung der Ausbildung auch ausserhalb der Dienstzeit. 1995 gründeten ehemalige Kavalleristen, vorwiegend aus der Dragoner-Schwadron 15, die Schweizer Kavallerie Schwadron 1972.